# Kabinett Ayrault II
Das Kabinett Ayrault II war das zweite Kabinett des französischen Premierministers Jean-Marc Ayrault. Nach den französischen Parlamentswahlen 2012 reichte Ayrault am 18. Juni 2012 beim französischen Präsidenten François Hollande zunächst seinen Rücktritt als Premierminister seines ersten Kabinetts ein, wie es der Tradition der Französischen Republik entspricht. Präsident Hollande ernannte ihn umgehend erneut zum Premierminister und beauftragte ihn mit der Bildung einer neuen Regierung. Diese wurde am 21. Juni 2012 ernannt.
Gegenüber dem Kabinett Ayrault I gab es dabei kaum Veränderungen: Die bisherige Umweltministerin Nicole Bricq erhielt das aus dem Wirtschaftsministerium ausgegliederte Ministerium für Außenhandel, die bisherige beigeordnete Ministerin im Justizministerium Delphine Batho wurde dafür Umweltministerin. Die bisherige beigeordnete Ministerin für Handwerk, Handel und Tourismus Sylvia Pinel wurde zur eigenständigen Ministerin. Außerdem wurden einige zusätzliche beigeordnete Ministerpositionen geschaffen.
Am 31. März 2014 trat das Kabinett Ayrault aufgrund der schlechten Wahlergebnisse in den Kommunalwahlen im März zurück. Am 2. April wurde das Kabinett Valls als Nachfolgeregierung berufen.

## Premierminister
|  | Amt             |  | Name              | Partei |
|  | --------------- |  | ----------------- | ------ |
|  | Premierminister |  | Jean-Marc Ayrault | PS     |

## Minister
|  | Amt                                                                    |  | Name                                                              | Partei        |
|  | ---------------------------------------------------------------------- |  | ----------------------------------------------------------------- | ------------- |
|  | Außenminister                                                          |  | Laurent Fabius                                                    | PS            |
|  | Bildungsminister                                                       |  | Vincent Peillon                                                   | PS            |
|  | Justizministerin                                                       |  | Christiane Taubira                                                | PRG - Walwari |
|  | Minister für Wirtschaft und Finanzen                                   |  | Pierre Moscovici                                                  | PS            |
|  | Ministerin für Soziales und Gesundheit                                 |  | Marisol Touraine                                                  | PS            |
|  | Ministerin für Regionalentwicklung und Wohnen                          |  | Cécile Duflot                                                     | EELV          |
|  | Innenminister                                                          |  | Manuel Valls                                                      | PS            |
|  | Ministerin für Außenhandel                                             |  | Nicole Bricq                                                      | PS            |
|  | Minister für industrielle Wiederbelebung                               |  | Arnaud Montebourg                                                 | PS            |
|  | Minister für Umwelt, nachhaltige Entwicklung und Energie               |  | Philippe Martin seit 2. Juli 2013 Delphine Batho bis 2. Juli 2013 | PS            |
|  | Minister für Arbeit, Beschäftigung, Berufsbildung und sozialen Dialog  |  | Michel Sapin                                                      | PS            |
|  | Verteidigungsminister                                                  |  | Jean-Yves Le Drian                                                | PS            |
|  | Ministerin für Kultur und Kommunikation                                |  | Aurélie Filippetti                                                | PS            |
|  | Ministerin für Hochschulen und Forschung                               |  | Geneviève Fioraso                                                 | PS            |
|  | Ministerin für die Gleichberechtigung der Frau; Regierungssprecherin   |  | Najat Vallaud-Belkacem                                            | PS            |
|  | Minister für Landwirtschaft und Ernährung                              |  | Stéphane Le Foll                                                  | PS            |
|  | Ministerin für Staatsreform, Dezentralisierung und öffentlichen Dienst |  | Marylise Lebranchu                                                | PS            |
|  | Minister für die Überseegebiete                                        |  | Victorin Lurel                                                    | PS            |
|  | Ministerin für Handwerk, Handel und Tourismus                          |  | Sylvia Pinel                                                      | PRG           |
|  | Ministerin für Sport, Jugend, Volksbildung und Vereinswesen            |  | Valérie Fourneyron                                                | PS            |

### Beigeordnete Minister
|  | Amtsbezeichnung des Beigeordneten Ministers                                              | Ministerium                                                              |  | Name                                                                      | Partei        |
|  | ---------------------------------------------------------------------------------------- | ------------------------------------------------------------------------ |  | ------------------------------------------------------------------------- | ------------- |
|  | Minister für den Haushalt                                                                | Ministerium für Wirtschaft und Finanzen                                  |  | Bernard Cazeneuve (ab 19. März 2013) Jérôme Cahuzac (bis 19. März 2013)   | PS            |
|  | Ministerin für schulische Erfolge                                                        | Bildungsministerium                                                      |  | George Pau-Langevin                                                       | PS            |
|  | Minister für die Beziehungen zum Parlament                                               | Premierminister                                                          |  | Alain Vidalies                                                            | PS            |
|  | Minister für Städtebau                                                                   | Ministerium für Regionalentwicklung und Wohnen                           |  | François Lamy                                                             | PS            |
|  | Europaminister                                                                           | Außenministerium                                                         |  | Thierry Repentin (ab 19. März 2013) Bernard Cazeneuve (bis 19. März 2013) | PS            |
|  | Ministerin für Senioren und Pflege                                                       | Ministerium für Soziales und Gesundheit                                  |  | Michèle Delaunay                                                          | PS            |
|  | Minister für Sozialökonomie und Solidarität                                              | Ministerium für Wirtschaft und Finanzen                                  |  | Benoît Hamon                                                              | PS            |
|  | Familienministerin                                                                       | Ministerium für Soziales und Gesundheit                                  |  | Dominique Bertinotti                                                      | PS            |
|  | Ministerin für Behinderte und den Kampf gegen Ausgrenzung                                | Ministerium für Soziales und Gesundheit                                  |  | Marie-Arlette Carlotti                                                    | PS            |
|  | Minister für Entwicklungshilfe                                                           | Außenministerium                                                         |  | Pascal Canfin                                                             | EELV          |
|  | Minister für Berufsbildung (bis 19. März 2013)                                           | Ministerium für Arbeit, Beschäftigung, Berufsbildung und sozialen Dialog |  | Thierry Repentin (bis 19. März 2013)                                      | PS            |
|  | Ministerin für die Frankophonie                                                          | Außenministerium                                                         |  | Yamina Benguigui                                                          | Divers gauche |
|  | Minister für Verkehr und maritime Wirtschaft                                             | Ministerium für Umwelt, nachhaltige Entwicklung und Energie              |  | Frédéric Cuvillier                                                        | PS            |
|  | Ministerin für kleine und mittelständische Unternehmen, Innovation und digitale Ökonomie | Ministerium für industrielle Wiederbelebung                              |  | Fleur Pellerin                                                            | PS            |
|  | Veteranenminister                                                                        | Verteidigungsministerium                                                 |  | Kader Arif                                                                | PS            |
|  | Ministerin für Dezentralisierung                                                         | Ministerium für Staatsreform, Dezentralisierung und öffentlichen Dienst  |  | Anne-Marie Escoffier                                                      | PRG           |
|  | Minister für Ernährung                                                                   | Ministerium für Landwirtschaft und Ernährung                             |  | Guillaume Garot                                                           | PS            |
|  | Ministerin für die Auslandsfranzosen                                                     | Außenministerium                                                         |  | Hélène Conway-Mouret                                                      | PS            |

## Regierungszeit
Am 19. März 2013 kam es zur ersten Kabinettsumbildung, nachdem Jérôme Cahuzac als beigeordneter Minister für das Budget im Ministerium für Wirtschaft, Finanzen und Außenhandel zurücktrat. Sein Nachfolger wurde der bisherige Europaminister Bernard Cazeneuve, dem wiederum der bisherige Minister für Berufsbildung Thierry Repentin nachfolgte, dessen Amt nicht nachbesetzt wurde. Der Rücktritt Cahuzacs erfolgte, nachdem die Staatsanwaltschaft ein Ermittlungsverfahren wegen des Verdachts auf Steuerhinterziehung gegen ihn eingeleitet hatte, obwohl Cahuzac den Vorwurf bestritt. Am 2. April 2013 räumte Cahuzac die Existenz eines geheimen Auslandskonto zunächst in der Schweiz und später in Singapur ein und erklärte, in einer Lügenspirale gefangen gewesen zu sein.
Der Themenbereich Steuerflucht / Auslandskonten hat auch durch den Beginn von Offshore-Leaks im April 2013 an Gewicht gewonnen. 
Nachdem eine französische Internet-Zeitung einen weiteren Skandal ankündigte, hat Hollande für den 24. April ein Gesetzesbündel angekündigt, das mehr Lauterkeit in der Politik erzwingen und Interessenkonflikte vermeiden helfen soll. In Paris wird (in Anspielung an das Italien der neunziger Jahre) von einer Aktion "saubere Hände" und von einem "Ethik-Schock" gesprochen.
Am 15. April wurden zahlreiche Vermögensinformationen über Minister offengelegt.
Am 2. Juli 2013 wurde Umweltministerin Delphine Batho entlassen; ihr Nachfolger wurde Philippe Martin. Batho hatte zuvor die Sparpolitik der Regierung insbesondere in ihrem Geschäftsbereich kritisiert.
Am 31. März 2014 kündigte Ayrault den Rücktritt des gesamten Kabinetts an.